# Sinfonie dal mondo delle cose perse
Sinfonie dal mondo delle cose perse è l'EP di debutto dei Proteus 911.

## Tracce
1. Iside
2. Male di me
3. Così vicino,così lontano
4. Il cristallo dell'ultima stabilità
5. Il vaso di pandora